# AllMusic
AllMusic (anteriormente conocido como All Music Guide y AMG) es una base de datos en línea de música propiedad de la compañía estadounidense RhythmOne. En su catálogo posee más de tres millones de entradas sobre álbumes y más de 30 millones de canciones, así como información de músicos y bandas. Iniciada en 1991, la base de datos estuvo por primera vez disponible en internet en 1994.

## Descripción
Allmusic fue fundada en 1991 por Michael Erlewine. Se encuentra ubicada en Ann Arbor, Míchigan. Allmusic publicó su primer libro de consulta en 1992. La base de datos de AMG se licencia y se utiliza en sistemas en las tiendas que venden música. La base de datos contiene:
- Metadatos: sobre un álbum o artista incluidos el nombre, género, créditos, información de los derechos de autor, pistas, cubiertas del álbum, imágenes, etc.
- Contenido descriptivo: más detalles sobre estilos, modas, años en activo del grupo, instrumentos, año/lugar, nacimiento/muerte, país de origen, etc.
- Contenido emparentado o relacionado: artistas y álbumes similares, influencias, etc.
- Contenido editorial: biografías, revisiones/críticas de álbumes y canciones, clasificaciones, etc.

El contenido de AMG es creado por personal profesional de la entrada de datos, editores, y escritores. La red de escritores incluye más de novecientos críticos de música, quienes se encargan de revisar álbumes y canciones, así como de escribir las biografías del artista o grupo.
All Music Guide también tiene el archivo digital de música más grande del mundo, incluyendo aproximadamente seis millones de canciones convertidas a formato digital. También posee la biblioteca más grande de arte de portadas de álbumes musicales del mundo, con más de medio millón de imágenes.
El sitio web Allmusic.com permite acceder la base de datos. El sitio fue lanzado en 1995 como demostración en línea para concesionarios potenciales de la base de datos, permite evaluar la cantidad y calidad de información incluida en la base de datos.
AMG también es utilizada por Windows Media Player y Musicmatch Jukebox para identificar y organizar sus colecciones de canciones y álbumes.

## Recepción
En agosto de 2007, PC Magazine incluyó a AllMusic en su lista de «100 sitios web clásicos».